# Георгій Дамянов
Георгій Пирванов Дамянов (болг. Георги Първанов Дамянов, в період еміграції в СРСР і роботи в Комінтерні користувався псевдонімом Георгій Бєлов; 23 вересня 1892 року, с. Лопушна Монтанська область — 27 листопада 1958 року, Софія) — болгарський комуністичний, державний і військовий діяч. Герой Соціалістичної Праці Народної Республіки Болгарії (1957). Генерал-лейтенант (5.09.1947) Болгарії і полковник (1944) Червоної Армії.

## Біографія
Народився в бідній селянській родині. Закінчив Врацьку гімназію в 1911 році, ще в період навчання став членом марксистського гуртка. У 1912 вступив до БРСДП. Після закінчення навчання працював учителем в селі Ковачиця, телеграфістом на поштовій станції в місті Фердинанд. Володів французькою та німецькою мовами.
Після вступу Болгарії в Першу світову війну був мобілізований до Болгарської армії у 1915 році, закінчив школу офіцерів запасу того ж року. Учасник Першої світової війни, командир взводу і командир роти 35-го Врачанского піхотного полку, воював проти Сербії в 1915 році і проти Румунії в Добруджі в 1916 році. У 1916 році отримав важке поранення. Після госпіталю служив в телеграфній дружини в Софії. Вів активну антивоєнну агітацію. Був демобілізований в жовтні 1918 року в званні поручника.
Після війни жив у рідному селі де його обрали кметем (старостою) села. Продовжував комуністичну діяльність, став секретарем райкому БРСДП в рідному селі, а потім головою комуни в Лопушні. Активний діяч Вересневого повстання 1923 року, командував місцевою дружиною повсталих і був головою Врачанского ревкому. На чолі загону бився в Фердінанді і його околицях, але потім під атаками урядових військ загін відступив за кордон. За участь у повстанні був двічі заочно засуджений болгарською владою до страти. Проживав в якості політемігранта в Королівстві Сербів, Хорватів і Словенців і в Австрії, продовжував партійну роботу, за завданням Центрального комітету БКП нелегально жив і працював в Болгарії з травня 1924 по січень 1925 року, виконуючи завдання з відновлення партійних організацій.
У жовтні 1925 року за рішенням партії емігрував в Радянський Союз, де вступив до Червоної Армії і був направлений вчитися в академію. У 1929 році закінчив Військову академію імені М. В. Фрунзе. Після закінчення академії стажувався на посаді командира роти в 151-му стрілецькому полку 51-ї Перекопської стрілецької дивізії Київського військового округу (Одеса). Із січня по жовтень 1930 року — начальник штабу 239-го стрілецького полку в Слов'янську. У 1930 — липні 1931 року навчався на Військово-хімічних академічних курсах в Москві. З липня 1931 року служив у Військовій академії ім. М. В. Фрунзе як викладач, а потім старший керівник кафедри хімічного захисту. У листопаді 1934 року направлений в розпорядження Розвідувального управління Штабу РККА. З квітня 1935 року знову нелегально працював в Болгарії по лінії військової розвідки. З 1936 по 1937 році брав участь в громадянській війні в Іспанії, будучи заступником командира 12-ї інтернаціональної бригади, 45-ї інтернаціональної дивізії, начальником і інструктором бази формування інтернаціональних бригад в Альбасете. У лютому 1936 року був обраний членом Політбюро ЦК БКП. З 1937 року працював в Комінтерні, був викладачем Міжнародної ленінської школи Комінтерну, заступником завідувача і з 1942 року завідувачем відділом кадрів Виконкому Комінтерну (до його розпуску в 1943 році).
Під час Німецько-радянської війни в 1941 році брав участь у створенні Окремої мотострілкової бригади особливого призначення (ОМСБОН) НКВС СРСР, де формував підрозділи з числа болгар-емігрантів. Займався також підбором людей для роботи в розвідувальних органах за кордоном. Член Закордонного бюро ЦК БКП.
Після успішної Болгарської операції 1944 року повернувся в Болгарію, де в листопаді 1944 року очолив військовий відділ ЦК Болгарської робітничої партії (комуністів). У перші 15 років після приходу комуністів до влади в Болгарії був одним провідних діячів в керівництва комуністичної партії і країни. З листопада 1946 до травня 1950 року — міністр народної оборони Народної республіки Болгарія. З травня 1950 до своєї смерті в листопаді 1958 року — голова Президії Народного Зборів НРБ. Депутат всіх складів Народних зборів Болгарії до своєї смерті.
Похований на Центральному кладовищі Софії.

## Нагороди
- Герой Соціалістичної Праці (НРБ) (1957)
- Орден «Георгій Димитров» (1952, 1957)
- Орден «9 вересня 1944 року» 1-го ступеня
- Інші медалі Болгарії
- Орден Леніна (22.09.1957)
- Медаль «За перемогу над Німеччиною у Великій Вітчизняній війні 1941—1945 рр.» (1946)
- Інші медалі СРСР